# Categoría Primera A (2004)
Kolumbia 2004
Mistrzem Kolumbii turnieju Apertura został klub Independiente Medellín, natomiast wicemistrzem Kolumbii - klub Atlético Nacional.
Mistrzem Kolumbii turnieju Finalización został klub Atlético Junior, natomiast wicemistrzem Kolumbii - klub Atlético Nacional.
Do Copa Libertadores w roku 2005 zakwalifikowały się następujące kluby:
- Once Caldas (obrońca tytułu)
- Independiente Medellín (mistrz Apertura)
- Atlético Junior (mistrz Finalización)
- América Cali (1. miejsce w Reclasificación 2004)

Do Copa Sudamericana w roku 2005 zakwalifikowały się następujące kluby:
- Atlético Nacional (2. miejsce w Reclasificación 2004)
- Deportivo Cali (5. miejsce w Reclasificación 2004)

Kluby, które spadły do II ligi:
- Deportivo Tuluá (ostatni w tabeli spadkowej)

Na miejsce spadkowiczów awansowały z drugiej ligi następujące kluby:
- Real Cartagena – mistrz II ligi

## Torneo Apertura 2004

### Apertura 1
| Data          | Mecz |
| ------------- | --- |
| 7 lutego 2004 | Millonarios FC – Deportivo Tuluá 2:0 Martín Pérezlindo 62, Víctor Hugo Montaño 83k                       |
| 8 lutego 2004 | Chicó Bogotá – Atlético Junior 1:1 Anuar Guerrero 69 – José Amaya 68                                     |
| 8 lutego 2004 | Deportivo Pasto – Independiente Santa Fe 1:0 Yensy Cabezas 32                                            |
| 8 lutego 2004 | América Cali – Quindío Armenia 4:0 Sergio Herrera 27, 66, Harrison Otalvaro 62, Leonardo Fabio Moreno 89 |
| 8 lutego 2004 | Envigado – Deportivo Cali 1:1 Néstor Álvarez 62 – Carlos Castillo 17                                     |
| 8 lutego 2004 | Unión Magdalena – Atlético Bucaramanga 0:0                                                               |
| 8 lutego 2004 | Deportivo Pereira – Once Caldas 1:1 Milton Rodríguez 70 – Herly Alcázar 62                               |
| 8 lutego 2004 | Atlético Nacional – Atlético Huila 4:0 Héctor Hurtado 10, Freddy Grisales 45, Oswaldo Mackenzie 51, 85   |
| 8 lutego 2004 | Tolima Ibagué – Independiente Medellín 0:0                                                               |

### Apertura 2
| Data           | Mecz |
| -------------- | --- |
| 14 lutego 2004 | Independiente Santa Fe – Atlético Nacional 1:1 Carlos Vilarete 87 – Hárold Viáfara 3                                               |
| 15 lutego 2004 | Independiente Medellín – Millonarios FC 1:0 Jorge Horacio Serna 87                                                                 |
| 15 lutego 2004 | Deportivo Cali – América Cali 3:1 Carlos Castillo 13, Álvaro Domínguez 24k, Mayer Candelo 70 – Sergio Herrera 19                   |
| 15 lutego 2004 | Atlético Bucaramanga – Envigado 2:2 Rodrigo Ruiz 45k, John Felipe Rivas 53 – Víctor Cortés 62, Néstor Álvarez 81                   |
| 15 lutego 2004 | Once Caldas – Tolima Ibagué 1:0 Germán Casas 41                                                                                    |
| 15 lutego 2004 | Atlético Huila – Deportivo Pereira 0:1 Milton Rodríguez 2                                                                          |
| 15 lutego 2004 | Deportivo Tuluá – Unión Magdalena 3:1 Leonardo Mina Polo 10, Robinson Hernán Muñoz 38, Carlos Eduardo Salazar 61 – Luis Zuleta 52k |
| 15 lutego 2004 | Quindío Armenia – Chicó Bogotá 1:2 Hernán Cardona 56 – Luis Yanes 58, Adelmo Vallecilla 76                                         |
| 15 lutego 2004 | Atlético Junior – Deportivo Pasto 2:0 Lin Carlos Henry 51, Haider Palacio 91                                                       |

### Apertura 3
| Data           | Mecz |
| -------------- | --- |
| 19 lutego 2004 | Chicó Bogotá – América Cali 1:2 Adelmo Vallecilla 31 – Luis Asprilla 34, Leonardo Enciso 77                                                                                     |
| 20 lutego 2004 | Tolima Ibagué – Atlético Huila 0:2 Wilson Cano 10, Alex Padilla 61 |
| 21 lutego 2004 | Deportivo Cali – Atlético Bucaramanga 2:0 Iván Garrido 41s, Carlos Castillo 85                                                                                                  |
| 21 lutego 2004 | Unión Magdalena – Independiente Medellín 0:1 Fabiano de Souza 75 |
| 22 lutego 2004 | Deportivo Pasto – Quindío Armenia 2:1 Jorge Hernando Vidal 70, Márcio Cruz 75k – Hernán Cardona 53                                                                              |
| 22 lutego 2004 | Deportivo Pereira – Independiente Santa Fe 2:1 Milton Rodríguez 27, 81k – Edgar Francisco Delgado 8                                                                             |
| 22 lutego 2004 | Envigado – Deportivo Tuluá 4:3 Víctor Cortés 2, Róbinson Alexander Muñoz 23k, Néstor Álvarez 67, Tomás Villa 83 – Fernando Pajoy 12, William Vásquez 33k, Leonardo Mina Polo 51 |
| 22 lutego 2004 | Millonarios FC – Once Caldas 0:1 Jhon Viáfara 89 |
| 22 lutego 2004 | Atlético Nacional – Atlético Junior 2:1 Christian Marrugo 25, Edixon Perea 59 – Haider Palacio 32                                                                               |

### Apertura 4
| Data           | Mecz |
| -------------- | --- |
| 25 lutego 2004 | América Cali – Atlético Bucaramanga 2:1 Sergio Herrera 57, Nordier Romero 84 – John Felipe Rivas 57                       |
| 25 lutego 2004 | Independiente Medellín – Envigado 2:2 Carlos Córdoba 49, Jorge Horacio Serna 81 – Róbinson Muñoz 12k, Alexánder Orrego 58 |
| 25 lutego 2004 | Atlético Huila – Millonarios FC 3:0 Wilson Cano 11, 16, Alexánder Padilla 76k                                             |
| 25 lutego 2004 | Deportivo Tuluá – Deportivo Cali 1:0 Jackson Ibárgüen 18                                                                  |
| 25 lutego 2004 | Chicó Bogotá – Deportivo Pasto 1:1 Luis Yánes 19k – Jorge Hernando Vidal 89                                               |
| 26 lutego 2004 | Quindío Armenia – Atlético Nacional 1:2 Hernán Cardona 60 – Edixon Perea 12, Alberto Manotas 86s                          |
| 3 marca 2004   | Independiente Santa Fe – Tolima Ibagué 1:1 Paulo César Diniz 66 – Arley Dinas 89                                          |
| 3 marca 2004   | Once Caldas – Unión Magdalena 2:0 Dayro Moreno 16, Herly Alcázar 28                                                       |
| 4 marca 2004   | Atlético Junior – Deportivo Pereira 0:0                                                                                   |

### Apertura 5
| Data           | Mecz |
| -------------- | --- |
| 28 lutego 2004 | Deportivo Cali – Independiente Medellín 3:1 William Román Zapata 26, Ricardo Calle 51s, Julián Téllez 91 – Jorge Horacio Serna 90                        |
| 29 lutego 2004 | Millonarios FC – Independiente Santa Fe 1:1 Carlos Adonay Acevedo 24 – Paulo César Diniz 77                                                              |
| 29 lutego 2004 | Deportivo Pasto – América Cali 1:0 Márcio Cruz 33 |
| 29 lutego 2004 | Deportivo Pereira – Quindío Armenia 1:1 Juan Carlos Palacio 11s – Wilson Pérez 80                                                                        |
| 29 lutego 2004 | Tolima Ibagué – Atlético Junior 1:1 Iván Velásquez 3 – Martín Arzuaga 42                                                                                 |
| 29 lutego 2004 | Unión Magdalena – Atlético Huila 1:1 Andrés Buelvas 50 – Wilson Cano 81                                                                                  |
| 29 lutego 2004 | Envigado – Once Caldas 0:1 Jorge Agudelo 30 |
| 29 lutego 2004 | Atlético Bucaramanga – Deportivo Tuluá 3:3 Pedro Cabrales 10, Felipe Rivas 26, 32 – Carlos Eduardo Salazar 16, Rubiel Quintana 22, Leonardo Mina Polo 87 |
| 29 lutego 2004 | Atlético Nacional – Chicó Bogotá 2:1 Freddy Grisales 52, Néstor Salazar 83 – Wilmides Cotes 80                                                           |

### Apertura 6
| Data          | Mecz |
| ------------- | --- |
| 6 marca 2004  | América Cali – Deportivo Tuluá 3:2 Sergio Herrera 33, David Ferreira 55, Mauricio Romero Sellarés 61 – Carlos Eduardo Salazar 19, Rubiel Quintana 41 |
| 7 marca 2004  | Independiente Medellín – Atlético Bucaramanga 1:1 Jorge Horacio Serna 70k – César Vásquez 78                                                         |
| 7 marca 2004  | Atlético Huila – Envigado 1:1 Alexander Padilla 81 – Néstor Álvarez 76                                                                               |
| 7 marca 2004  | Independiente Santa Fe – Unión Magdalena 2:1 Elkín Amador 42s, Léider Preciado 49 – José Herrera 63                                                  |
| 7 marca 2004  | Atlético Junior – Millonarios FC 2:1 Orlando Ballesteros 10, Luis Cassiani 12 – Víctor Hugo Montaño 40                                               |
| 7 marca 2004  | Quindío Armenia – Tolima Ibagué 0:1 César Rivas 76                                                                                                   |
| 7 marca 2004  | Chicó Bogotá – Deportivo Pereira 1:1 Wilmides Cotes 70 – Edison Fonseca 37                                                                           |
| 7 marca 2004  | Deportivo Pasto – Atlético Nacional 2:0 Marcio Rodríguez 31, Rogerio da Silva 86                                                                     |
| 27 marca 2004 | Once Caldas – Deportivo Cali 2:0 Jorge Agudelo 56, Arnulfo Valentierra 85                                                                            |

### Apertura 7
| Data          | Mecz                                                                                           |
| ------------- | ---------------------------------------------------------------------------------------------- |
| 11 marca 2004 | Atlético Nacional – América Cali 0:1 Sergio Herrera 64k                                        |
| 11 marca 2004 | Deportivo Cali – Atlético Huila 2:1 Iván Trujillo 8, Tresor Moreno 18 – Jair Arrechea 14       |
| 11 marca 2004 | Deportivo Pereira – Deportivo Pasto 2:0 Milton Rodríguez 45, 80                                |
| 11 marca 2004 | Millonarios FC – Quindío Armenia 0:0                                                           |
| 11 marca 2004 | Unión Magdalena – Atlético Junior 0:0                                                          |
| 11 marca 2004 | Envigado – Independiente Santa Fe 1:1 Víctor Cortés 10 – Juan Fernando Leal 36                 |
| 11 marca 2004 | Deportivo Tuluá – Independiente Medellín 3:1 Leonardo Mina Polo 45, 60, 93 – Rafael Castillo 1 |
| 24 marca 2004 | Atlético Bucaramanga – Once Caldas 0:2 Johnatan Fabro 4, Dayro Moreno 56                       |
| 27 marca 2004 | Tolima Ibagué – Chicó Bogotá 0:0                                                               |

### Apertura 8
| Data          | Mecz |
| ------------- | --- |
| 13 marca 2004 | América Cali – Independiente Medellín 0:0 |
| 14 marca 2004 | Chicó Bogotá – Millonarios FC 2:4 Wilmides Cotes 61, Claudio Hernández 63 – John Flórez 25, Hugo Sánchez 47, Andrés Sarmiento 49, Víctor Hugo Montaño 86 |
| 14 marca 2004 | Atlético Huila – Atlético Bucaramanga 3:1 Guillermo Berrío 58, Wilson Cano 78, 85k – Luis Omar Valencia 74                                               |
| 14 marca 2004 | Atlético Junior – Envigado 2:0 Orlando Ballesteros 47, Lin Carlos Henry 49                                                                               |
| 14 marca 2004 | Deportivo Pasto – Tolima Ibagué 1:0 Márcio Cruz 24 |
| 14 marca 2004 | Independiente Santa Fe – Deportivo Cali 0:0 |
| 14 marca 2004 | Quindío Armenia – Unión Magdalena 1:1 Ríder O’Neill 10 – Erwin Carrillo 76                                                                               |
| 14 marca 2004 | Atlético Nacional – Deportivo Pereira 2:0 Elkin Calle 33, Juan Carlos Ramírez 65                                                                         |
| 14 marca 2004 | Once Caldas – Deportivo Tuluá 2:1 César Hernández 61, Sergio Galván 94 – Oscar Caicedo 47                                                                |

### Apertura 9
| Data          | Mecz |
| ------------- | --- |
| 21 marca 2004 | América Cali – Deportivo Cali 3:1 Nondier Romero 5, Sergio Herrera 21, Jersson González 55 – Carlos Castillo 14 |
| 21 marca 2004 | Independiente Medellín – Atlético Nacional 0:2 Carlos Álvarez 46, Edixon Perea 93                               |
| 21 marca 2004 | Independiente Santa Fe – Millonarios FC 1:1 Léider Preciado 72k – Martín Perezlindo 26                          |
| 21 marca 2004 | Atlético Bucaramanga – Chicó Bogotá 2:1 Carlos Sandoval 35, 90 – Lucas Jaramillo 61                             |
| 21 marca 2004 | Once Caldas – Deportivo Pereira 0:1 Felipe Benalcázar 70                                                        |
| 21 marca 2004 | Atlético Huila – Tolima Ibagué 2:2 David Mendoza 41, 49 – Iván Velásquez 37, Frank Pacheco 58                   |
| 21 marca 2004 | Atlético Junior – Unión Magdalena 2:1 Macnelly Torres 31, 53 – José Herrera 67                                  |
| 21 marca 2004 | Quindío Armenia – Envigado 1:1 Jorge Herrera 76 – Juan Carlos Palacio 47s                                       |
| 21 marca 2004 | Deportivo Tuluá – Deportivo Pasto 1:0 Carlos Hernández 1                                                        |

### Apertura 10
| Data             | Mecz |
| ---------------- | --- |
| 3 kwietnia 2004  | Deportivo Pereira – América Cali 1:0 Omar Guerra 43 |
| 3 kwietnia 2004  | Independiente Medellín – Once Caldas 2:0 Jaime Castrillón 24, Yaír Benítez 40                                                                                        |
| 4 kwietnia 2004  | Deportivo Tulúa – Atlético Huila 1:1 Carlos Eduardo Salazar 25 – Alexander Padilla 72                                                                                |
| 4 kwietnia 2004  | Atlético Bucaramanga – Independiente Santa Fe 4:0 Wilson Carpintero 49, Juan Carlos Quintero 50, Luis Omar Valencia 81, Felipe Rivas 92                              |
| 4 kwietnia 2004  | Unión Magdalena – Chicó Bogotá 2:3 Eyner Viveros 55, Fernando Pérez 86 – Luis Yanes 30, Sebastián Alderete 81s, Nilson Cortés 92                                     |
| 4 kwietnia 2004  | Tolima Ibagué – Atlético Nacional 2:2 Iván Velásquez 48, Henry Zambrano 73 – Justiniano Peña 35s, Néstor Salazar 87                                                  |
| 4 kwietnia 2004  | Deportivo Cali – Atlético Junior 0:0 |
| 5 kwietnia 2004  | Millonarios FC – Deportivo Pasto 5:3 Martín Perezlindo 10, Hugo Sánchez 31, 75, Andrés Pérez 66, Victor Hugo Montaño 84 – Luis Eduardo Lora 33, Carlos Rendón 63, 79 |
| 20 kwietnia 2004 | Envigado – Quindío Armenia 1:2 Néstor Álvarez 76 – Milton Patiño 19, Róbinson Rojas 69k                                                                              |

### Apertura 11
| Data             | Mecz |
| ---------------- | --- |
| 7 kwietnia 2004  | Independiente Santa Fe – Deportivo Tuluá 1:1 Carlos Vilarete 7 – Carlos Eduardo Salazar 62k                         |
| 10 kwietnia 2004 | Atlético Nacional – Millonarios FC 1:1 Néstor Salazar 83 – Jorge López Caballero 88                                 |
| 11 kwietnia 2004 | Deportivo Pereira – Tolima Ibagué 2:2 Jaime Sierra 13, Milton Rodríguez 83 – Ricardo Ciciliano 7, Henry Zambrano 17 |
| 11 kwietnia 2004 | América Cali – Once Caldas 1:0 Pablo Armero 91                                                                      |
| 11 kwietnia 2004 | Atlético Huila – Independiente Medellín 0:1 Jair Benítez 69                                                         |
| 11 kwietnia 2004 | Atlético Junior – Atlético Bucaramanga 1:1 Leonardo Rojano 54 – Luis Omar Valencia 67                               |
| 11 kwietnia 2004 | Chicó Bogotá – Envigado 1:0 Luis Yanes 14                                                                           |
| 11 kwietnia 2004 | Quindío Armenia – Deportivo Cali 1:1 Hugo Rodallega 47 – Julián Téllez 71                                           |
| 11 kwietnia 2004 | Deportivo Pasto – Unión Magdalena 2:0 Carlos Rendón 40, David Quiróz 65                                             |

### Apertura 12
| Data             | Mecz |
| ---------------- | --- |
| 14 kwietnia 2004 | Millonarios FC – Deportivo Pereira 2:1 Carlos Acevedo 13, Hugo Sánchez 50 – Edison Fonseca 92                               |
| 14 kwietnia 2004 | Unión Magdalena – Atlético Nacional 2:3 Fernando Pérez 64, Erwin Carrillo 75 – Néstor Salazar 44, Héctor Hurtado 48, 68     |
| 14 kwietnia 2004 | Envigado – Deportivo Pasto 0:0                                                                                              |
| 14 kwietnia 2004 | Deportivo Cali – Chicó Bogotá 4:2 Julián Téllez 5, Carlos Castillo 7, Jorge Díaz 77, 83 – Anuar Guerrero 55, Luis Yánez 80k |
| 14 kwietnia 2004 | Atlético Bucaramanga – Quindío Armenia 1:0 Wilson Carpintero 60                                                             |
| 14 kwietnia 2004 | Deportivo Tuluá – Atlético Junior 1:2 Carlos Eduardo Salazar 52 – Haider Palacio 54k, Martín Arzuaga 76                     |
| 14 kwietnia 2004 | Independiente Medellín – Independiente Santa Fe 1:2 Camilo Giraldo 55 – Aldo Ramírez 30, Raúl Alejandro Naif 66             |
| 14 kwietnia 2004 | Once Caldas – Atlético Huila 4:0 Elkin Soto 21, Arnulfo Valentierra 40, 43k, Jefrey Díaz 46                                 |
| 21 kwietnia 2004 | Tolima Ibagué – América Cali 2:1 Ricardo Ciciliano 1, Óscar Briceño 40 – Mauricio Romero Sellarés 92                        |

### Apertura 13
| Data             | Mecz |
| ---------------- | --- |
| 17 kwietnia 2004 | Independiente Santa Fe – Once Caldas 2:2 Raúl Alejandro Naif 22, Aldo Ramírez 72 – Elkin Soto 11, Arnulfo Valentierra 59     |
| 18 kwietnia 2004 | América Cali – Atlético Huila 2:1 David Ferreira 85, Luis Asprilla 92 – Jarol Herrera 50                                     |
| 18 kwietnia 2004 | Deportivo Pereira – Unión Magdalena 4:1 Milton Rodríguez 28, 45, Arley Betancurt 31, Felipe Benalcázar 41 – Erwin Carrillo 7 |
| 18 kwietnia 2004 | Deportivo Pasto – Deportivo Cali 0:1 Iván Trujillo 89                                                                        |
| 18 kwietnia 2004 | Tolima Ibagué – Millonarios FC 2:0 Iván Velásquez 32, Ricardo Ciciliano 34                                                   |
| 18 kwietnia 2004 | Chicó Bogotá – Atlético Bucaramanga 3:1 Anuar Guerrero 13, Alex Lozada 39, Mauro Gómez 50 – Felipe Rivas 63                  |
| 18 kwietnia 2004 | Quindío Armenia – Deportivo Tuluá 1:0 Hugo Rodallega 83                                                                      |
| 18 kwietnia 2004 | Atlético Nacional – Envigado 2:1 Oswaldo Mackenzie 13, Edixon Perea 71 – Néstor Álvarez 2                                    |
| 18 kwietnia 2004 | Atlético Junior – Independiente Medellín 5:0 Orlando Ballesteros 17, 43, 72, Leonardo Rojano 49, Macnelly Torres 61          |

### Apertura 14
| Data             | Mecz |
| ---------------- | --- |
| 24 kwietnia 2004 | Once Caldas – Atlético Junior 2:1 Herly Alcázar 36, Arnulfo Valentierra 93k – Leonardo Rojano 8               |
| 25 kwietnia 2004 | Independiente Medellín – Quindío Armenia 3:0 Heriberto Velandia 27, Néider Morantes 50, Jaime Castrillón 68   |
| 25 kwietnia 2004 | Unión Magdalena – Tolima Ibagué 0:1 José Artigas 92                                                           |
| 25 kwietnia 2004 | Atlético Bucaramanga – Deportivo Pasto 1:0 Felipe Rivas 69                                                    |
| 25 kwietnia 2004 | Deportivo Tuluá – Chicó Bogotá 1:2 Adelmo Vallecilla 72s – Leiner Gómez 80, Adelmo Vallecilla 86              |
| 25 kwietnia 2004 | Atlético Huila – Independiente Santa Fe 1:3 Pedro Pino 31 – Iván López 64, Aldo Ramírez 68, 83                |
| 25 kwietnia 2004 | Envigado – Deportivo Pereira 3:1 Gustavo Rúa 36, Róbinson Muñoz 62, Jonathan Estrada 71 – Milton Rodríguez 39 |
| 25 kwietnia 2004 | Deportivo Cali – Atlético Nacional 2:0 Nelson Rivas 31, Julián Téllez 82                                      |
| 25 kwietnia 2004 | Millonarios FC – América Cali 0:2 Rubén Darío Bustos 55, David Ferreira 82                                    |

### Apertura 15
| Data             | Mecz                                                                                                 |
| ---------------- | --- |
| 30 kwietnia 2004 | Deportivo Pereira – Deportivo Cali 0:1 Jorge Díaz 39                                                 |
| 1 maja 2004      | Atlético Nacional – Atlético Bucaramanga 2:1 Héctor Hurtado 21, Edixon Perea 84 – Felipe Rivas 63    |
| 2 maja 2004      | América Cali – Independiente Santa Fe 1:0 Sergio Herrera 89                                          |
| 2 maja 2004      | Atlético Junior – Atlético Huila 3:1 Orlando Ballesteros 47, 52, Emerson Acuña 72 – Carlos Naranjo 6 |
| 2 maja 2004      | Quindío Armenia – Once Caldas 0:0                                                                    |
| 2 maja 2004      | Chicó Bogotá – Independiente Medellín 0:0                                                            |
| 2 maja 2004      | Deportivo Pasto – Deportivo Tuluá 1:1 Márcio Cruz 32 – Jackson Ibargüen 42                           |
| 2 maja 2004      | Tolima Ibagué – Envigado 2:1 Iván Velásquez 47, César Rivas 90 – Jonathan Estrada 80                 |
| 2 maja 2004      | Millonarios FC – Unión Magdalena 1:0 Martín Perezlindo 7                                             |

### Apertura 16
| Data        | Mecz |
| ----------- | --- |
| 8 maja 2004 | Unión Magdalena – América Cali 3:2 Erwin Carrillo 19, Orlando Fuentes 68, Fabián Muñoz 92 – Sergio Herrera 11, Róbinson Zapata 61       |
| 8 maja 2004 | Deportivo Tuluá – Atlético Nacional 3:2 Germán Caicedo 15, Héctor Ramírez 58, 70 – Christian Marrugo 52, Edwin Ortíz 86s                |
| 8 maja 2004 | Deportivo Cali – Tolima Ibagué 1:0 Iván Trujillo 86                                                                                     |
| 8 maja 2004 | Independiente Santa Fe – Atlético Junior 1:0 Edgar Zapata 16s                                                                           |
| 8 maja 2004 | Independiente Medellín – Deportivo Pasto 3:1 Jean Carlos López 39, Jaime Castrillón 41, Jorge Horacio Serna 49 – Jorge Hernando Vidal 9 |
| 8 maja 2004 | Atlético Bucaramanga – Deportivo Pereira 1:0 Wilson Carpintero 62                                                                       |
| 8 maja 2004 | Envigado – Millonarios FC 1:1 Néstor Álvarez 3 – Víctor Hugo Montaño 57                                                                 |
| 8 maja 2004 | Atlético Huila – Quindío Armenia 1:0 Alonso Villalba 55                                                                                 |
| 9 maja 2004 | Once Caldas – Chicó Bogotá 0:0 |

### Apertura 17
| Data             | Mecz |
| ---------------- | --- |
| 30 kwietnia 2004 | Deportivo Pasto – Once Caldas 2:1 Rogeiro Da Silva 35, Nelson Flórez 64 – Herly Alcázar 64                            |
| 12 maja 2004     | Millonarios FC – Deportivo Cali 2:0 Víctor Hugo Montaño 47, Esteban González 82                                       |
| 12 maja 2004     | Chicó Bogotá – Atlético Huila 2:1 Anuar Guerrero 36, Claudio Hernández 86k – Edwin Chalar 52                          |
| 12 maja 2004     | Quindío Armenia – Independiente Santa Fe 1:0 Darío Figueroa 27k                                                       |
| 12 maja 2004     | Atlético Nacional – Independiente Medellín 0:2 Heriberto Velandia 74, César Valoyes 92                                |
| 12 maja 2004     | Deportivo Pereira – Deportivo Tuluá 3:1 Jaime Sierra 11, Milton Rodríguez 45k, 53 – Héctor Ramírez 66                 |
| 12 maja 2004     | Tolima Ibagué – Atlético Bucaramanga 1:1 Henry Zambrano 8 – Felipe Rivas 91                                           |
| 12 maja 2004     | América Cali – Atlético Junior 4:1 Jersson González 13, Adrián Ramos 15, Sergio Herrera 51, 81 – Lin Carlos Henry 50k |
| 12 maja 2004     | Unión Magdalena – Envigado 2:0 Erwin Carrillo 15, Edwin Maturana 38                                                   |

### Apertura 18
| Data         | Mecz |
| ------------ | --- |
| 16 maja 2004 | Envigado – América Cali 0:1 Leonardo Fabio Moreno 49                                                                             |
| 16 maja 2004 | Deportivo Cali – Unión Magdalena 1:0 William Román Zapata 10                                                                     |
| 16 maja 2004 | Atlético Bucaramanga – Millonarios FC 1:2 Carlos Ortíz 72s – Martín Pérezlindo 51, Bonner Mosquera 78                            |
| 16 maja 2004 | Deportivo Tuluá – Tolima Ibagué 1:3 John Jairo Castillo 54 – Ricardo Ciciliano 16, Gerardo Vallejo 36, Iván Velásquez 72         |
| 16 maja 2004 | Independiente Medellín – Deportivo Pereira 1:0 Jimmy Velasco 58                                                                  |
| 16 maja 2004 | Atlético Huila – Deportivo Pasto 0:1 Márcio Cruz 15                                                                              |
| 16 maja 2004 | Once Caldas – Atlético Nacional 2:3 Javier Araújo 67, Rubén Velásquez 81 – Carlos Álvarez 31, Edixon Perea 46, Héctor Hurtado 52 |
| 16 maja 2004 | Independiente Santa Fe – Chicó Bogotá 1:2 Fabián Diaz 37 – Luis Yanes 45, Anuar Guerrero 83                                      |
| 16 maja 2004 | Atlético Junior – Quindío Armenia 2:0 Haider Palacio 72, Macnelly Torres 88                                                      |

### Tabela końcowa turnieju Apertura 2004
| Poz | Klub                   | Mecze | Zw | Rem | Por | Pkt | BrZd | BrStr |
| --- | ---------------------- | ----- | -- | --- | --- | --- | ---- | ----- |
| 1   | América Cali           | 18    | 12 | 1   | 5   | 37  | 30   | 17    |
| 2   | Deportivo Cali         | 18    | 10 | 4   | 4   | 34  | 23   | 15    |
| 3   | Atlético Nacional      | 18    | 10 | 3   | 5   | 33  | 30   | 23    |
| 4   | Once Caldas            | 18    | 9  | 4   | 5   | 31  | 23   | 14    |
| 5   | Atlético Junior        | 18    | 8  | 6   | 4   | 30  | 26   | 16    |
| 6   | Independiente Medellín | 18    | 8  | 5   | 5   | 29  | 20   | 19    |
| 7   | Deportivo Pasto        | 18    | 8  | 3   | 7   | 27  | 18   | 19    |
| 8   | Chicó Bogotá           | 18    | 7  | 6   | 5   | 27  | 25   | 24    |
| 9   | Deportivo Pereira      | 18    | 7  | 5   | 6   | 26  | 21   | 18    |
| 10  | Millonarios FC         | 18    | 7  | 5   | 6   | 26  | 23   | 22    |
| 11  | Tolima Ibagué          | 18    | 6  | 8   | 4   | 26  | 20   | 17    |
| 12  | Atlético Bucaramanga   | 18    | 5  | 6   | 7   | 21  | 22   | 25    |
| 13  | Independiente Santa Fe | 18    | 4  | 8   | 6   | 20  | 18   | 22    |
| 14  | Deportivo Tuluá        | 18    | 5  | 4   | 9   | 19  | 27   | 32    |
| 15  | Atlético Huila         | 18    | 4  | 4   | 10  | 16  | 19   | 29    |
| 16  | Quindío Armenia        | 18    | 3  | 6   | 9   | 15  | 11   | 23    |
| 17  | Envigado               | 18    | 2  | 8   | 8   | 14  | 19   | 26    |
| 18  | Unión Magdalena        | 18    | 2  | 4   | 12  | 10  | 15   | 29    |

### Apertura Cuadrangulares

#### Apertura Cuadrangulares 1
| Data         | Mecz |
| ------------ | --- |
| 19 maja 2004 | América Cali – Atlético Junior 1:1 David Ferreira 32 – Lin Carlos Henry 83                                               |
| 19 maja 2004 | Deportivo Pasto – Atlético Nacional 2:1 Wilmer Díaz 56, Rogeiro Da Silva 73 – Carlos Álvarez 17                          |
| 19 maja 2004 | Independiente Medellín – Once Caldas 4:0 Jorge Horacio Serna 13, Néider Morantes 31, Jaime Castrillón 47, Jamel Ramos 67 |
| 30 maja 2004 | Chicó Bogotá – Deportivo Cali 0:1 Jorge Díaz 38                                                                          |

#### Apertura Cuadrangulares 2
| Data         | Mecz |
| ------------ | --- |
| 23 maja 2004 | Atlético Junior – Deportivo Pasto 1:1 Orlando Ballesteros 39 – Jorge Hernando Vidal 80                                                                   |
| 23 maja 2004 | Atlético Nacional – América Cali 4:3 Juan Mosquera 14, Edixon Perea 16, Carlos Álvarez 36, 80 – Mauricio Romero Sellarés 7, 40, Leonardo Fabio Moreno 69 |
| 23 maja 2004 | Deportivo Cali – Independiente Medellín 0:3 Jaime Castrillón 4, Jorge Serna 12, Camilo Giraldo 40                                                        |
| 23 maja 2004 | Once Caldas – Chicó Bogotá 1:0 Dayro Moreno 14 |

#### Apertura Cuadrangulares 3
| Data           | Mecz |
| -------------- | --- |
| 5 czerwca 2004 | Deportivo Cali – Once Caldas 3:1 Nelson Rivas 1, Freddy Hurtado 35k, Iván Trujillo 77 – Javier Araújo 3                |
| 9 czerwca 2004 | Deportivo Pasto – América Cali 4:0 René Rosero 5, John Cano 44, Márcio Cruz 78, Óscar Martínez 89                      |
| 9 czerwca 2004 | Atlético Junior – Atlético Nacional 0:4 Edixon Perea 39, Oswaldo Mackenzie 52, Christian Marrugo 61, Héctor Hurtado 70 |
| 9 czerwca 2004 | Independiente Medellín – Chicó Bogotá 1:2 Neider Morantes 51 – Luis Yánes 34, 56                                       |

#### Apertura Cuadrangulares 4
| Data            | Mecz |
| --------------- | --- |
| 13 czerwca 2004 | Once Caldas – Deportivo Cali 2:0 Mauricio Casierra 42, Javier Araújo 72                                                                         |
| 13 czerwca 2004 | Atlético Nacional – Atlético Junior 1:1 Edixon Perea 65 – Orlando Ballesteros 25                                                                |
| 13 czerwca 2004 | América Cali – Deportivo Pasto 2:0 Sergio Herrera 5, 28                                                                                         |
| 13 czerwca 2004 | Chicó Bogotá – Independiente Medellín 3:2 Luis Yanes 28, Claudio Hernández 48, Anuar Guerrero 91 – Heriberto Velandia 73, Jorge Horacio Sena 79 |

#### Apertura Cuadrangulares 5
| Data            | Mecz                                                                                          |
| --------------- | --------------------------------------------------------------------------------------------- |
| 16 czerwca 2004 | Atlético Nacional – Deportivo Pasto 1:2 Juan Carlos Mosquera 71 – Jorge Hernando Vidal 45, 53 |
| 16 czerwca 2004 | Atlético Junior – América Cali 0:1 Jorge Banguero 75                                          |
| 16 czerwca 2004 | Once Caldas – Independiente Medellín 0:2 Neider Morantes 63, Rafael Castillo 70               |
| 16 czerwca 2004 | Deportivo Cali – Chicó Bogotá 2:2 Tressor Moreno 22, 58 – Anuar Guerrero 47, Luis Yanes 89    |

#### Apertura Cuadrangulares 6
| Data            | Mecz |
| --------------- | --- |
| 20 czerwca 2004 | América Cali – Atlético Nacional 0:1 Edixon Perea 32                                                                                             |
| 20 czerwca 2004 | Independiente Medellín – Deportivo Cali 3:3 Néider Morantes 52, 68, César Valoyes 93 – Álvaro Domínguez 22, Jimmy Asprilla 56, Tressor Moreno 75 |
| 20 czerwca 2004 | Deportivo Pasto – Atlético Junior 0:1 Leonardo Rojano 37                                                                                         |
| 20 czerwca 2004 | Chicó Bogotá – Once Caldas 2:3 Diego Salazar 32, Claudio Hernández 81 – Dairo Moreno 20, 72, Jefrey Díaz 42                                      |

#### Tabele końcowe Apertura Cuadrangulares
| Poz | Klub              | Mecze | Zw | Rem | Por | Pkt | BrZd | BrStr |
| --- | ----------------- | ----- | -- | --- | --- | --- | ---- | ----- |
| 1   | Atlético Nacional | 6     | 3  | 1   | 2   | 10  | 12   | 8     |
| 2   | Deportivo Pasto   | 6     | 3  | 1   | 2   | 10  | 9    | 6     |
| 3   | América Cali      | 6     | 2  | 1   | 3   | 7   | 7    | 10    |
| 4   | Atlético Junior   | 6     | 1  | 3   | 2   | 6   | 4    | 8     |

| Poz | Klub                   | Mecze | Zw | Rem | Por | Pkt | BrZd | BrStr |
| --- | ---------------------- | ----- | -- | --- | --- | --- | ---- | ----- |
| 1   | Independiente Medellín | 6     | 3  | 1   | 2   | 10  | 15   | 8     |
| 2   | Once Caldas            | 6     | 3  | 0   | 3   | 9   | 7    | 11    |
| 3   | Deportivo Cali         | 6     | 2  | 2   | 2   | 8   | 9    | 11    |
| 4   | Chicó Bogotá           | 6     | 2  | 1   | 3   | 7   | 9    | 10    |

### Apertura Finalisima
| Independiente Medellín – Atlético Nacional 2:1 i 0:0 |
| 24 czerwca 2004 Medellín Estadio Atanasio Girardot (50 000) Independiente Medellín – Atlético Nacional 2:1 (0:0) Sędzia: Alberto Duque Bramki: 1:0 Jorge Horacio Serna 57, 1:1 Edixon Perea 72, 2:1 Rafael Castillo 88 Corporación Deportiva Independiente Medellín (trener Pedro Sarmiento): David González – Jamel Ramos, Jean Carlos López, Heriberto Velandia, Jair Benítez, Alex Jaramillo, John Wilmar Pérez, Guillermo Castrillón, Néider Morantes (90 Valloes), Jhon Angulo (20 Rafael Castillo), Jorge Horacio Serna (88 Ricardo Calle) Corporación Deportiva Club Atlético Nacional (trener Juan José Peláez): Edigson Velásquez – Carlos Díaz, Aquivaldo Mosquera, Juan Carlos Mosquera (65 Carmelo Valencia), Harold Viafara, Felipe Chará, Juan Carlos Ramírez (46 Freddy Grisales), Christian Marrugo, Héctor Hurtado (56 Oswaldo Mackenzie), Carlos Álvarez, Edixon Perea Źródło: http://www.terra.com/deportes/articulo/html/fox111507.htm |
| 27 czerwca 2004 Medellín Estadio Atanasio Girardot (50 000) Atlético Nacional – Independiente Medellín 0:0 Sędzia: Jorge Hernán Hoyos Corporación Deportiva Club Atlético Nacional (trener Juan José Peláez): Édigson Velásquez – Elkin Calle, Carlos Díaz, Aquivaldo Mosquera, Hárold Viáfara, Felipe Chará, Christian Marrugo (69 Carmelo Valencia), Freddy Grisales, Oswaldo Mackenzie, Carlos Álvarez (67 Néstor Salazar), Edixon Perea Corporación Deportiva Independiente Medellín (trener Pedro Sarmiento): David González – Ricardo Calle, Jean Carlos López, Heriberto Velandia, Jair Benítez, Jaime Castrillón, Alexánder Jaramillo, Camilo Giraldo (56 Carlos Córdoba), Néider Morantes, Jhon Angulo (20 Rafael Castillo, 85 Villa), Jorge Horacio Serna Źródło: http://www.terra.com/deportes/articulo/html/fox112057.htm |

Mistrzem Kolumbii turnieju Apertura w roku 2004 został klub Independiente Medellín, natomiast wicemistrzem Kolumbii - klub Atlético Nacional.

## Torneo Finalización 2004

### Finalización 1
| Data            | Mecz |
| --------------- | --- |
| 1 sierpnia 2004 | Atlético Junior – Chicó Bogotá 4:0 Wilson Carpintero 31, Leiner Rolong 42, Juan Carlos Quintero 84, Martín Arzuaga 87 |
| 1 sierpnia 2004 | Quindío Armenia – América Cali 0:2 Leonardo Fabio Moreno 16, 21                                                       |
| 1 sierpnia 2004 | Independiente Santa Fe – Deportivo Pasto 3:1 Léider Preciado 23, 38, Aldo Ramírez 65 – Martín Perezlindo 40           |
| 1 sierpnia 2004 | Atlético Huila – Atlético Nacional 1:0 Oscar Morera 39                                                                |
| 1 sierpnia 2004 | Once Caldas – Deportivo Pereira 1:2 Luis Omar Valencia 74 – Edison Fonseca 78, Luis Cifuentes 87                      |
| 1 sierpnia 2004 | Deportivo Tuluá – Millonarios FC 1:0 Márcio Cruz 46                                                                   |
| 1 sierpnia 2004 | Atlético Bucaramanga – Unión Magdalena 2:1 Edier Londoño 14, Henry Hernández 74 – Erwin Maturana 22                   |
| 1 sierpnia 2004 | Deportivo Cali – Envigado 1:0 Iván Trujillo 77                                                                        |
| 1 sierpnia 2004 | Independiente Medellín – Tolima Ibagué 0:1 Ricardo Siciliano 38                                                       |

### Finalización 2
| Data            | Mecz |
| --------------- | --- |
| 6 sierpnia 2004 | América Cali – Deportivo Cali 3:0 Jersson González 6k, Mauricio Romero Sellarés 75, Leonardo Fabio Moreno 80                                                                                             |
| 7 sierpnia 2004 | Envigado – Atlético Bucaramanga 0:1 Luis José Pérez 13 |
| 7 sierpnia 2004 | Millonarios FC – Independiente Medellín 0:3vo Andrés Sarmiento 24 – Lewis Ochoa 28 mecz w normalnym czasie zakończył się wynikiem 1:1 – później zweryfikowany na walkower 0:3 dla Independiente Medellín |
| 8 sierpnia 2004 | Unión Magdalena – Tulúa 1:0 Carlos Olaya 80 |
| 8 sierpnia 2004 | Tolima Ibagué – Once Caldas 1:0 Henry Zambrano 59 |
| 8 sierpnia 2004 | Deportivo Pereira – Atlético Huila 0:0 |
| 8 sierpnia 2004 | Atlético Nacional – Independiente Santa Fe 0:1 Aldo Ramírez 66 |
| 8 sierpnia 2004 | Deportivo Pasto – Atlético Junior 1:1 Martín Perezlindo 47 – José Amaya 45 |
| 8 sierpnia 2004 | Chicó Bogotá – Quindío Armenia 2:2 Wason Rentería 8, Adelmo Vallecilla 49 – Hugo Rodallega 15, Mauricio Molina 85                                                                                        |

### Finalización 3
| Data             | Mecz |
| ---------------- | --- |
| 11 sierpnia 2004 | Once Caldas – Millonarios FC 4:0 Samuel Vanegas 14, Luis Omar Valencia 31, Jefrey Díaz 39, Herly Alcázar 66                               |
| 11 sierpnia 2004 | Deportivo Tuluá – Envigado 0:3 Óscar Restrepo 21, 25, Néstor Álvarez 70                                                                   |
| 11 sierpnia 2004 | Quindío Armenia – Deportivo Pasto 1:0 Mauricio Molina 74                                                                                  |
| 11 sierpnia 2004 | Atlético Junior – Atlético Nacional 2:0 Haider Palacio 39, Orlando Ballesteros 90                                                         |
| 11 sierpnia 2004 | Atlético Bucaramanga – Deportivo Cali 2:1 Henry Hernández 52, Alexánder Orrego 82 – Tressor Moreno 64                                     |
| 11 sierpnia 2004 | Independiente Medellín – Unión Magdalena 5:1 Néider Morantes 1, Diego Álvarez 3, 47, Ricardo Calle 56k, César Baloyes 75 – Roberto Polo 5 |
| 11 sierpnia 2004 | Atlético Huila – Tolima Ibagué 1:4 Germán Casas 31k – Ricardo Ciciliano 45, Iván Velásquez 53, 69, John Charria 85                        |
| 12 sierpnia 2004 | Independiente Santa Fe – Deportivo Pereira 2:0 Léider Preciado 40, William Vásquez 89                                                     |
| 12 sierpnia 2004 | América Cali – Chicó Bogotá 3:1 Carlos Molina 33, 51, Víctor Bonilla 46 – Francisco Serrano 26                                            |

### Finalización 4
| Data             | Mecz |
| ---------------- | --- |
| 15 sierpnia 2004 | Unión Magdalena – Once Caldas 1:2 John Montaño 12 – Jefrey Díaz 16, Herly Alcázar 80                    |
| 15 sierpnia 2004 | Deportivo Cali – Deportivo Tuluá 0:0                                                                    |
| 15 sierpnia 2004 | Envigado – Independiente Medellín 1:1 Sergio Guzmán 93 – Diego Álvarez 69                               |
| 15 sierpnia 2004 | Millonarios FC – Atlético Huila 0:3 Armando Carrillo 60, 62, 88                                         |
| 15 sierpnia 2004 | Deportivo Pereira – Atlético Junior 0:0                                                                 |
| 15 sierpnia 2004 | Atlético Nacional – Quindío Armenia 2:2 Edixon Perea 20, 54 – Leonel Álvarez 43, Hugo Rodallega 69      |
| 15 sierpnia 2004 | Deportivo Pasto – Chicó Bogotá 0:0                                                                      |
| 15 sierpnia 2004 | Tolima Ibagué – Independiente Santa Fe 2:1 Ricardo Ciciliano 63, Iván Velásquez 65 – Léider Preciado 25 |
| 29 września 2004 | América Cali – Atlético Bucaramanga 1:0 Néstor Salazar 92                                               |

### Finalización 5
| Data             | Mecz |
| ---------------- | --- |
| 22 sierpnia 2004 | Chicó Bogotá – Atlético Nacional 1:2 Luis Rojas 48 – Edixon Perea 23, Oswaldo Mackenzie 87                  |
| 22 sierpnia 2004 | Independiente Medellín – Deportivo Cali 2:0 Diego Álvarez 26, Jaime Castrillón 73                           |
| 22 sierpnia 2004 | Quindío Armenia – Deportivo Pereira 3:0 Hugo Rodallega 22, Sebastián Hernández 34, Juan Gilberto Núñez 73   |
| 22 sierpnia 2004 | Atlético Junior – Tolima Ibagué 1:2 Wilson Carpintero 20 – Óscar Briceño 12, Julián Anchico 59              |
| 22 sierpnia 2004 | Atlético Huila – Unión Magdalena 2:0 Armando Carrillo 82, César González 87                                 |
| 22 sierpnia 2004 | Once Caldas – Envigado 2:2 Jhon Viáfara 4, 67 – Sergio Guzmán 11, Juan Fernando Leal 47                     |
| 22 sierpnia 2004 | Deportivo Tuluá – Atlético Bucaramanga 1:2 Lionard Pajoy 50 – Jámerson Rentería 36, Edier Londoño 37        |
| 22 sierpnia 2004 | Independiente Santa Fe – Millonarios FC 4:1 Léider Preciado 36, 63, 82, Aldo Ramírez 86 – Nicolás García 24 |
| 4 września 2004  | América Cali – Deportivo Pasto 0:0                                                                          |

### Finalización 6
| Data             | Mecz                                                                                         |
| ---------------- | -------------------------------------------------------------------------------------------- |
| 29 sierpnia 2004 | Deportivo Tuluá – América Cali 1:2 Martín Carrillo 6 – Leonardo Moreno 4, 54                 |
| 29 sierpnia 2004 | Atlético Bucaramanga – Independiente Medellín 0:0                                            |
| 29 sierpnia 2004 | Deportivo Cali – Once Caldas 2:0 Erwin Carrillo 63, Hernando Patiño 89                       |
| 29 sierpnia 2004 | Envigado – Atlético Huila 2:1 Juan Fernando Leal 33, Óscar Restrepo 82 – Armando Carrillo 11 |
| 29 sierpnia 2004 | Unión Magdalena – Independiente Santa Fe 0:1 Léider Preciado 40                              |
| 29 sierpnia 2004 | Millonarios FC – Atlético Junior 0:1 Iván López 82s                                          |
| 29 sierpnia 2004 | Tolima Ibagué – Quindío Armenia 3:0 Óscar Passo 1, Iván Velásquez 50, John Charria 85        |
| 29 sierpnia 2004 | Deportivo Pereira – Chicó Bogotá 0:1 Nilson Pérez 60                                         |
| 29 sierpnia 2004 | Atlético Nacional – Deportivo Pasto 1:0 Aquivaldo Mosquera 5                                 |

### Finalización 7
| Data            | Mecz |
| --------------- | --- |
| 1 września 2004 | Quindío Armenia – Millonarios FC 2:1 Hugo Rodallega 11, Mauricio Molina 18 – José Moreno 55                                              |
| 1 września 2004 | Atlético Junior – Unión Magdalena 3:0 Martín Arzuaga 33, Wilson Carpintero 75, Leonardo Rojano 80                                        |
| 8 września 2004 | América Cali – Atlético Nacional 4:1 Aquivaldo Mosquera 24s, Andrés González Ramírez 40, Leo Moreno 79, Pablo Armero 88 – Carlos Díaz 23 |
| 8 września 2004 | Deportivo Pasto – Deportivo Pereira 1:0 Henry Vásquez 51                                                                                 |
| 8 września 2004 | Chicó Bogotá – Tolima Ibagué 1:1 Francisco Serrano 14 – Iván Velásquez 81                                                                |
| 8 września 2004 | Independiente Santa Fe – Envigado 1:2 Aldo Ramírez 89 – Néstor Álvarez 20, Andrés Casañas 25                                             |
| 8 września 2004 | Atlético Huila – Deportivo Cali 2:2 Germán Casas 56, César González 58 – Milton Rodríguez 21, 53                                         |
| 8 września 2004 | Once Caldas – Atlético Bucaramanga 3:1 Rubén Velásquez 17, Jonathan Fabbro 52, Herly Alcázar 91 – Eddier Londoño 19                      |
| 8 września 2004 | Independiente Medellín – Deportivo Tuluá 3:0 Néider Morantes 44, Diego Álvarez 65, Jaime Castrillón 81                                   |

### Finalización 8
| Data             | Mecz |
| ---------------- | --- |
| 12 września 2004 | Independiente Medellín – América Cali 1:0 Neider Morantes 80                                                                              |
| 12 września 2004 | Deportivo Tuluá – Once Caldas 1:1 Martín Carrillo 43 – Roller Cambindo 95                                                                 |
| 12 września 2004 | Atlético Bucaramanga – Atlético Huila 3:1 Iván Garrido 11, Henry Hernández 66, Jámerson Rentería 86 – Oscar Morera 24                     |
| 12 września 2004 | Deportivo Cali – Independiente Santa Fe 1:0 Milton Rodríguez 77                                                                           |
| 12 września 2004 | Envigado – Atlético Junior 2:2 Néstor Álvarez 8, Jonathan Estrada 82 – Orlando Ballesteros 54, 60                                         |
| 12 września 2004 | Unión Magdalena – Quindío Armenia 2:0 Alberto Godoy 34, Alexander Valoy 55                                                                |
| 12 września 2004 | Millonarios FC – Chicó Bogotá 2:2 Carlos Adonay Acevedo 6, José Moreno 71k – Anuar Guerrero 25, Silvino Caicedo 92                        |
| 12 września 2004 | Tolima Ibagué – Deportivo Pasto 0:0 |
| 12 września 2004 | Deportivo Pereira – Atlético Nacional 1:4 Guillermo Berrío 37 – Héctor Hurtado 20, Christian Marrugo 62, Edixon Perea 62, Hugo Morales 78 |

### Finalización 9
| Data             | Mecz |
| ---------------- | --- |
| 15 września 2004 | Chicó Bogotá – Atlético Bucaramanga 0:2 Henry Hernández 65, 93                                                      |
| 15 września 2004 | Deportivo Pasto – Deportivo Tuluá 1:0 Wilmer Díaz 83                                                                |
| 15 września 2004 | Atlético Nacional – Independiente Medellín 2:1 Carlos Díaz 29, Hugo Morales 78 – Camilo Giraldo 67                  |
| 15 września 2004 | Deportivo Pereira – Once Caldas 0:2 Dairo Moreno 67, Elkin Soto 87                                                  |
| 15 września 2004 | Tolima Ibagué – Atlético Huila 3:2 Iván Velásquez 31, 39, Ricardo Ciciliano 45 – César González 34, Luis Andrade 51 |
| 15 września 2004 | Millonarios FC – Independiente Santa Fe 1:1 José Moreno 91 – Léider Preciado 51                                     |
| 15 września 2004 | Unión Magdalena – Atlético Junior 1:2 Pablo Quandt 8 – Martín Arzuaga 67, Juan Carlos Quintero 72                   |
| 15 września 2004 | Envigado – Quindío Armenia 3:0 Óscar Restrepo 7, Freddy Guarín 15, Belmer Aguilar 22                                |
| 15 września 2004 | Deportivo Cali – América Cali 0:1 Roberto Carlos Cortés 52s                                                         |

### Finalización 10
| Data             | Mecz |
| ---------------- | --- |
| 19 września 2004 | América Cali – Deportivo Pereira 2:1 Edwin Valencia 69, Néstor Salazar 76 – Yimi Velasco 74             |
| 19 września 2004 | Atlético Nacional – Tolima Ibagué 2:0 Felipe Rivas 12, Edixon Perea 49                                  |
| 19 września 2004 | Deportivo Pasto – Millonarios FC 0:0                                                                    |
| 19 września 2004 | Chicó Bogotá – Unión Magdalena 1:0 Luis Yanes 91                                                        |
| 19 września 2004 | Quindío Armenia – Envigado 1:1 Hugo Rodallega 85 – Óscar Restrepo 29                                    |
| 19 września 2004 | Atlético Junior – Deportivo Cali 0:3 Roberto Palacios 38, Milton Rodríguez 51, Jorge López Caballero 88 |
| 19 września 2004 | Independiente Santa Fe – Atlético Bucaramanga 1:1 Carlos Vilarete 3 – Jamerson Rentaría 81              |
| 19 września 2004 | Atlético Huila – Deportivo Tuluá 1:0 Diego Moreno 82                                                    |
| 19 września 2004 | Once Caldas – Independiente Medellín 0:0                                                                |

### Finalización 11
| Data             | Mecz |
| ---------------- | --- |
| 22 września 2004 | Once Caldas – América Cali 3:0 Rubén Velásquez 22, Dairo Moreno 26, Jefrey Díaz 90                                              |
| 22 września 2004 | Independiente Medellín – Atlético Huila 1:0 Diego Álvarez 16                                                                    |
| 22 września 2004 | Deportivo Tuluá – Independiente Santa Fe 3:1 Yonni Hinestroza 48, Leonardo Mina Polo 65, Mayer Candelo 69 – Léider Preciado 40k |
| 22 września 2004 | Atlético Bucaramanga – Atlético Junior 0:1 Haider Palacio 24                                                                    |
| 22 września 2004 | Deportivo Cali – Quindío Armenia 3:0 Roberto Palacios 8, Milton Rodríguez 69, 77                                                |
| 22 września 2004 | Envigado – Chicó Bogotá 1:0 Néstor Álvarez 60                                                                                   |
| 22 września 2004 | Unión Magdalena – Deportivo Pasto 1:0 Alberto Godoy 40                                                                          |
| 22 września 2004 | Millonarios FC – Atlético Nacional 1:1 José Moreno 14, Aquivaldo Mosquera 70                                                    |
| 22 września 2004 | Tolima Ibagué – Deportivo Pereira 0:1 Hernando Cardona 66                                                                       |

### Finalización 12
| Data             | Mecz |
| ---------------- | --- |
| 25 września 2004 | América Cali – Tolima Ibagué 3:3 Edwin Valencia 51, Andrés Felipe González 71, Leonardo Moreno 86 – John Charria 10, 24, Iván Velásquez 73 |
| 26 września 2004 | Deportivo Pereira – Millonarios FC 0:2 Leonardo Santamaría 8, Omar Guerra 52                                                               |
| 26 września 2004 | Atlético Nacional – Unión Magdalena 0:0 |
| 26 września 2004 | Deportivo Pasto – Envigado 1:1 Estéban González 41 – Óscar Restrepo 47                                                                     |
| 26 września 2004 | Chicó Bogotá – Deportivo Cali 1:2 Mauricio Gómez 4 – José Mera 78, Carlos Pavón 86                                                         |
| 26 września 2004 | Quindío Armenia – Atlético Bucaramanga 2:0 Hugo Rodallega 40, 72                                                                           |
| 26 września 2004 | Atlético Junior – Deportivo Tuluá 0:2 Leonardo Mina Polo 33, Guillermo Rivera 87                                                           |
| 26 września 2004 | Independiente Santa Fe – Independiente Medellín 2:1 Léider Preciado 2, Mario González 87 – Jaime Castrillón 15                             |
| 26 września 2004 | Atlético Huila – Once Caldas 3:0 Edwin Carrillo 36, 90, Germán Casas 48                                                                    |

### Finalización 13
| Data                | Mecz |
| ------------------- | --- |
| 3 października 2004 | Atlético Huila – América Cali 0:1 Leonardo Fabio Moreno 79                                                                  |
| 3 października 2004 | Once Caldas – Independiente Santa Fe 1:1 Herly Alcázar 88 – Léider Preciado 46                                              |
| 3 października 2004 | Independiente Medellín – Atlético Junior 2:2 Néider Morantes 23, Diego Álvarez 87 – Macnelly Torres 12, Walter Ribonetto 78 |
| 3 października 2004 | Deportivo Tuluá – Quindío Armenia 1:0 Márcio Cruz 67                                                                        |
| 3 października 2004 | Atlético Bucaramanga – Chicó Bogotá 0:0                                                                                     |
| 3 października 2004 | Deportivo Cali – Deportivo Pasto 2:0 Milton Rodríguez 82, Roberto Carlos Cortés 87                                          |
| 3 października 2004 | Envigado – Atlético Nacional 2:1 Víctor Cortés 12, Andrés Casañas 39 – Edixon Perea 80                                      |
| 3 października 2004 | Unión Magdalena – Deportivo Pereira 1:0 John Montaño 35                                                                     |
| 3 października 2004 | Millonarios FC – Tolima Ibagué 2:1 Jesús di Filippe 16, José Moreno 47 – Gerardo Vallejo 39                                 |

### Finalización 14
| Data                 | Mecz |
| -------------------- | --- |
| 15 października 2004 | América Cali – Millonarios FC 1:0 Andrés Sarmiento 57s                                                               |
| 16 października 2004 | Chicó Bogotá – Deportivo Tuluá 1:2 Luis Yánez 87 – Fabio Zúñiga 24, Martín Carrillo 74                               |
| 17 października 2004 | Tolima Ibagué – Unión Magdalena 1:0 Ricardo Siciliano 32                                                             |
| 17 października 2004 | Independiente Santa Fe – Atlético Huila 2:1 Léider Preciado 36, 69k – Santiago Silvera 57                            |
| 17 października 2004 | Atlético Nacional – Deportivo Cali 3:1 Óscar Echeverry 9, Carlos Álvarez 52, Héctor Hurtado 91 – Milton Rodríguez 15 |
| 17 października 2004 | Deportivo Pereira – Envigado 1:0 Hernán Darío Cardona 47                                                             |
| 17 października 2004 | Quindío Armenia – Independiente Medellín 1:0 Hugo Rodallega 75                                                       |
| 17 października 2004 | Atlético Junior – Once Caldas 1:4 Cristian Racero 13 – Herly Alcázar 40, 45, 49, Jonathan Fabbro 75                  |
| 17 października 2004 | Deportivo Pasto – Atlético Bucaramanga 1:1 Carlos Hidalgo 30 – Henry Hernández 56                                    |

### Finalización 15
| Data                 | Mecz |
| -------------------- | --- |
| 24 października 2004 | Independiente Santa Fe – América Cali 0:2 David Ferreira 70, Leonardo Moreno 78                                                                  |
| 24 października 2004 | Atlético Huila – Atlético Junior 1:1 Pedro Pino 18 – Wilson Carpintero 73                                                                        |
| 24 października 2004 | Once Caldas – Quindío Armenia 6:1 Herly Alcázar 6, 59, Elkin Soto 42, Javier Araújo 76, Diego Cortés 85s, Róller Cambindo 88 – Hugo Rodallega 20 |
| 24 października 2004 | Independiente Medellín – Chicó Bogotá 1:0 Diego Álvarez 25                                                                                       |
| 24 października 2004 | Deportivo Tuluá – Deportivo Pasto 0:0 |
| 24 października 2004 | Atlético Bucaramanga – Atlético Nacional 1:0 Edier Londoño 18                                                                                    |
| 24 października 2004 | Deportivo Cali – Deportivo Pereira 2:0 Milton Rodríguez 56, Roberto Palacios 88                                                                  |
| 24 października 2004 | Envigado – Tolima Ibagué 1:2 Néstor Álvarez 6 – Iván Velásquez 26, 51                                                                            |
| 24 października 2004 | Unión Magdalena – Millonarios FC 1:0 Danny Quedambú 28                                                                                           |

### Finalización 16
| Data                 | Mecz |
| -------------------- | --- |
| 27 października 2004 | América Cali – Unión Magdalena 3:0 Néstor Salazar 31, Jorge Banguero 80, Mauricio Romero Sellarés 85    |
| 27 października 2004 | Millonarios FC – Envigado 3:0 Ómar Andrés Rodríguez 8, Carlos Gutiérrez 16, Bonner Mosquera 79          |
| 27 października 2004 | Tolima Ibagué – Deportivo Cali 2:1 Óscar Briceño 6, Ricardo Ciciliano 53 – Mílton Rodríguez 14          |
| 27 października 2004 | Deportivo Pereira – Atlético Bucaramanga 1:2 Harnold Palacios 88 – Edier Londoño 53, Henry Hernández 86 |
| 27 października 2004 | Atlético Nacional – Deportivo Tuluá 2:0 Aquivaldo Mosquera 14, Óscar Echeverry 81                       |
| 27 października 2004 | Deportivo Pasto – Independiente Medellín 1:2 Carlos Hidalgo 18 – Diego Álvarez 11, César Valoyes 62     |
| 27 października 2004 | Chicó Bogotá – Once Caldas 1:0 Roller Cambindo 35s                                                      |
| 27 października 2004 | Quindío Armenia – Atlético Huila 2:0 Hugo Rodallega 57, 73                                              |
| 27 października 2004 | Atlético Junior – Independiente Santa Fe 2:0 Orlando Ballesteros 13, Omar Sebastián Pérez 50            |

### Finalización 17
| Data                 | Mecz |
| -------------------- | --- |
| 31 października 2004 | Atlético Junior – América Cali 2:2 Walter Ribonetto 88, Juan Carlos Quintero 93 – Leonardo Moreno 10, Edwin Valencia 75            |
| 31 października 2004 | Independiente Santa Fe – Quindío Armenia 2:3 Rider O’Neil 17, Carlos Ortíz 36 – Diego Cortés 21, Edú Aponzá 45, Mauricio Molina 85 |
| 31 października 2004 | Atlético Huila – Chicó Bogotá 0:1 Wason Rentería 53                                                                                |
| 31 października 2004 | Once Caldas – Deportivo Pasto 1:0 Jonathan Fabbro 52k                                                                              |
| 31 października 2004 | Independiente Medellín – Atlético Nacional 0:1 Héctor Hurtado 67                                                                   |
| 31 października 2004 | Deportivo Tuluá – Deportivo Pereira 1:1 Emir González 77 – Guillermo Berrío 75                                                     |
| 31 października 2004 | Atlético Bucaramanga – Tolima Ibagué 3:1 Edier Londoño 33, Iván Garrido 48, Marcos Cardoso 50 – Ricardo Ciciliano 90               |
| 31 października 2004 | Deportivo Cali – Millonarios FC 2:0 Milton Rodríguez 13, Carlos Pavón 27                                                           |
| 31 października 2004 | Envigado – Unión Magdalena 4:0 César Hernández 6, Óscar Restrepo 49, Andrés Casañas 66, Freddy Guarín 76                           |

### Finalización 18
| Data             | Mecz |
| ---------------- | --- |
| 7 listopada 2004 | América Cali – Envigado 2:1 Leonardo Moreno 30, Víctor Bonilla 66 – Andrés Casañas 17                                        |
| 7 listopada 2004 | Unión Magdalena – Deportivo Cali 1:1 John Montaño 44 – Erwin Carrillo 47                                                     |
| 7 listopada 2004 | Millonarios FC – Atlético Bucaramanga 1:2 Omar Andrés Rodríguez 41 – Pedro Cabrales 22, Jamerson Rentería 50                 |
| 7 listopada 2004 | Tolima Ibagué – Deportivo Tuluá 0:1 Julián Anchico 56                                                                        |
| 7 listopada 2004 | Deportivo Pereira – Independiente Medellín 1:1 Hernán Darío Cardona 25 – Jackson Martínez 71                                 |
| 7 listopada 2004 | Deportivo Pasto – Atlético Huila 3:2 Óscar Darío Martínez 15, 24, Diego Toro 71 – Dídier Montealegre 54, Armando Carrillo 84 |
| 7 listopada 2004 | Atlético Nacional – Once Caldas 2:0 Edgar Cataño 17s, Carlos Álvarez 21                                                      |
| 7 listopada 2004 | Chicó Bogotá – Independiente Santa Fe 2:2 Wason Rentería 68, 83 – Jorge Hernando Vidal 54, Léider Preciado 79                |
| 7 listopada 2004 | Quindío Armenia – Atlético Junior 1:1 Carlos González 85 – Omar Sebastián Pérez 15                                           |

### Tabela końcowa turnieju Finalización 2004
| Poz | Klub                   | Mecze | Zw | Rem | Por | Pkt | BrZd | BrStr |
| --- | ---------------------- | ----- | -- | --- | --- | --- | ---- | ----- |
| 1   | América Cali           | 18    | 13 | 3   | 2   | 42  | 32   | 14    |
| 2   | Atlético Bucaramanga   | 18    | 10 | 4   | 4   | 34  | 23   | 16    |
| 3   | Tolima Ibagué          | 18    | 10 | 3   | 5   | 33  | 27   | 20    |
| 4   | Deportivo Cali         | 18    | 9  | 3   | 6   | 30  | 24   | 17    |
| 5   | Atlético Nacional      | 18    | 9  | 3   | 6   | 30  | 24   | 18    |
| 6   | Independiente Medellín | 18    | 8  | 5   | 5   | 29  | 24   | 13    |
| 7   | Once Caldas            | 18    | 8  | 4   | 6   | 28  | 30   | 19    |
| 8   | Atlético Junior        | 18    | 7  | 7   | 4   | 28  | 26   | 21    |
| 9   | Envigado               | 18    | 7  | 5   | 6   | 26  | 26   | 20    |
| 10  | Independiente Santa Fe | 18    | 7  | 4   | 7   | 25  | 25   | 24    |
| 11  | Quindío Armenia        | 18    | 7  | 4   | 7   | 25  | 21   | 29    |
| 12  | Deportivo Tuluá        | 18    | 6  | 4   | 8   | 22  | 14   | 19    |
| 13  | Atlético Huila         | 18    | 5  | 3   | 10  | 18  | 21   | 25    |
| 14  | Chicó Bogotá           | 18    | 4  | 6   | 8   | 18  | 15   | 24    |
| 15  | Unión Magdalena        | 18    | 5  | 2   | 11  | 17  | 11   | 27    |
| 16  | Deportivo Pasto        | 18    | 3  | 8   | 7   | 17  | 10   | 16    |
| 17  | Millonarios FC         | 18    | 3  | 4   | 11  | 13  | 14   | 29    |
| 18  | Deportivo Pereira      | 18    | 3  | 4   | 11  | 13  | 9    | 25    |

### Finalización Cuadrangulares

#### Finalización Cuadrangulares 1
| Data              | Mecz |
| ----------------- | --- |
| 21 listopada 2004 | Atlético Nacional – Once Caldas 0:0                                                                                               |
| 21 listopada 2004 | América Cali – Tolima Ibagué 2:3 David Ferreira 6, Néstor Salazar 18 – Camilo Ramírez 10, Iván Velásquez 58, Ricardo Siciliano 89 |
| 21 listopada 2004 | Atlético Junior – Deportivo Cali 3:0 Macnelly Torres 26, Haider Palacio 47k, Orlando Ballesteros 70                               |
| 21 listopada 2004 | Atlético Bucaramanga – Independiente Medellín 0:0                                                                                 |

#### Finalización Cuadrangulares 2
| Data              | Mecz |
| ----------------- | --- |
| 24 listopada 2004 | Once Caldas – América Cali 1:4 Antonio de Nigris 26 – Víctor Bonilla 48+, 62, Néstor Salazar 47, Leonardo Moreno 92                                 |
| 24 listopada 2004 | Tolima Ibagué – Atlético Nacional 1:2 Iván Velásquez 53 – Héctor Hurtado 90, Humberto Mendoza 65                                                    |
| 24 listopada 2004 | Deportivo Cali – Atlético Bucaramanga 2:0 Roberto Palacios 9, Milton Rodríguez 79                                                                   |
| 24 listopada 2004 | Independiente Medellín – Atlético Junior 3:2 Ricardo Calle 48k, Neider Morantes 57, Jackson Martínez 70 – Martín Arzuaga 65, Heriberto Velandia 62s |

#### Finalización Cuadrangulares 3
| Data              | Mecz |
| ----------------- | --- |
| 28 listopada 2004 | Once Caldas – Tolima Ibagué 1:0 Dairo Moreno 77                                                         |
| 28 listopada 2004 | Atlético Nacional – América Cali 0:0                                                                    |
| 28 listopada 2004 | Deportivo Cali – Independiente Medellín 1:1 Hernando Patiño 14 – Jaime Castrillón 28                    |
| 28 listopada 2004 | Atlético Junior – Atlético Bucaramanga 2:1 Orlando Ballesteros 67, Emerson Acuña 86 – Marcos Cardoso 42 |

#### Finalización Cuadrangulares 4
| Data              | Mecz |
| ----------------- | --- |
| 14 listopada 2004 | Tolima Ibagué – Once Caldas 4:1 Óscar Briceño 8, 11, Dumar Rueda 44, John Hárold Viáfara 60 – Jonathan Fabbro 32 |
| 5 grudnia 2004    | América Cali – Atlético Nacional 2:1 Andrés González Ramírez 46, Leonardo Moreno 63 – Carlos Álvarez 82k         |
| 5 grudnia 2004    | Independiente Medellín – Deportivo Cali 0:2 Carlos Pavón 88, Milton Rodríguez 92                                 |
| 5 grudnia 2004    | Atlético Bucaramanga – Atlético Junior 0:1 Omar Sebastián Pérez 61                                               |

#### Finalización Cuadrangulares 5
| Data              | Mecz                                                                               |
| ----------------- | ---------------------------------------------------------------------------------- |
| 12 listopada 2004 | América Cali – Once Caldas 1:2 Leonardo Moreno 15 – Elkin Soto 40, Edgar Cataño 45 |
| 8 grudnia 2004    | Atlético Nacional – Tolima Ibagué 2:0 Humberto Mendoza 30, Hugo Morales 76         |
| 8 grudnia 2004    | Atlético Bucaramanga – Deportivo Cali 1:0 Jamerson Rentería 87                     |
| 8 grudnia 2004    | Atlético Junior – Independiente Medellín 2:0 Martín Arzuaga 46, Emerson Acuña 83   |

#### Finalización Cuadrangulares 6
| Data              | Mecz |
| ----------------- | --- |
| 18 listopada 2004 | Once Caldas – Atlético Nacional 0:1 Mauricio Serna 35 |
| 12 grudnia 2004   | Tolima Ibagué – América Cali 1:1 John Charria 82 – Leonardo Fabio Moreno 67 |
| 12 grudnia 2004   | Deportivo Cali – Atlético Junior 1:1 Álvaro Domínguez 84 – Leiner Rolong 89 |
| 12 grudnia 2004   | Independiente Medellín – Atlético Bucaramanga 5:3 Jaír Benítez 15, Jackson Martínez 34, 43, Diego Álvarez 52, Lewis Ochoa 75 – Jamell Ramos 37s, Jhann Carlos López 65s, Emerson Chamorro 80 |

#### Tabele końcowe Finalización Cuadrangulares
| Poz | Klub              | Mecze | Zw | Rem | Por | Pkt | BrZd | BrStr |
| --- | ----------------- | ----- | -- | --- | --- | --- | ---- | ----- |
| 1   | Atlético Nacional | 6     | 3  | 2   | 1   | 11  | 6    | 3     |
| 2   | América Cali      | 6     | 2  | 2   | 2   | 8   | 10   | 8     |
| 3   | Tolima Ibagué     | 6     | 2  | 1   | 3   | 7   | 9    | 9     |
| 4   | Once Caldas       | 6     | 2  | 1   | 3   | 7   | 5    | 10    |

| Poz | Klub                   | Mecze | Zw | Rem | Por | Pkt | BrZd | BrStr |
| --- | ---------------------- | ----- | -- | --- | --- | --- | ---- | ----- |
| 1   | Atlético Junior        | 6     | 4  | 1   | 1   | 13  | 11   | 5     |
| 2   | Deportivo Cali         | 6     | 2  | 2   | 2   | 8   | 6    | 6     |
| 3   | Independiente Medellín | 6     | 2  | 2   | 2   | 8   | 9    | 10    |
| 4   | Atlético Bucaramanga   | 6     | 1  | 1   | 4   | 4   | 5    | 10    |

### Finalización Finalisima
Źródło: http://www.colombia.com/futbol/torneo_finalizacion/2004/f_anteriores.asp
| Atlético Junior – Atlético Nacional 3:0 i 2:5, karne 5:4 |
| 15 grudnia 2004 Barranquilla Estadio Roberto Meléndez (55 000) Atlético Junior – Atlético Nacional 3:0 (1:0) Sędzia: Alberto Duque Bramki: 1:0 Leonardo Rojano 17, 2:0 Haider Palacio 74, 3:0 Roberto Peñaloza 80 Corporación Popular Deportiva Junior (trener Miguel Ángel López): Luis Fernández – Evert Salas, Roberto Peñaloza, Francisco Alvear, Haider Palacio, Daniel Machacón, José Amaya, Cristian Racero, Omar Sebastián Pérez, Leonardo Rojano (56 Martín Arzuaga), Orlando Ballesteros (56 Emerson Acuña) Corporación Deportiva Club Atlético Nacional (trener Juan José Peláez): Milton Patiño – Carlos Díaz, Humberto Mendoza, Aquivaldo Mosquera, Camilo Zúñiga, Jorge Rojas, Mauricio Serna (46 Juan Carlos Ramírez), Christian Marrugo, Héctor Hurtado (59 Hugo Morales), Carlos Álvarez, Óscar Echeverry (56 Edixon Perea) |
| 19 grudnia 2004 Medellín Estadio Atanasio Girardot (40 000) Atlético Nacional – Atlético Junior 5:2 (2:1), karne 4:5 Sędzia: Oscar Julián Ruiz Bramki: 1:0 Edixon Perea 19, 2:0 Aquivaldo Mosquera 24, 2:1 Martín Arzuaga 39, 3:1 Aquivaldo Mosquera 59, 4:1 Carlos Díaz 63, 5:1 Héctor Hurtado 68, 5:2 Walter Ribonetto 88 Corporación Deportiva Club Atlético Nacional (trener Juan José Peláez): Milton Patiño – Carlos Díaz, Humberto Mendoza, Aquivaldo Mosquera, Camilo Zúñiga, Jorge Rojas, Mauricio Serna, Hugo Morales (76 Juan Carlos Ramírez), Héctor Hurtado (81 Oswaldo Mackenzie), Carlos Álvarez, Óscar Echeverry (57 Carlos Andrés Álvarez) Corporación Popular Deportiva Junior (trener Miguel Ángel López): Luís Fernández – Evert Salas, Roberto Peñaloza, Francisco Alvear, Haider Palacio (71 Macnelly Torres), Daniel Machacón (46 Walter Ribonetto), José Amaya, Cristian Racero, Omar Sebastián Pérez, Leonardo Rojano (27 Emerson Acuña), Martín Arzuaga |

Mistrzem Kolumbii turnieju Finalización w roku 2004 został klub Atlético Junior, natomiast wicemistrzem Kolumbii - klub Atlético Nacional.

## Reclasificación 2004
Klasyfikacja całego sezonu ligi kolumbijskiej - łączny dorobek klubów w turniejach Apertura i Finalización.
| Poz | Klub                   | Mecze | Zw | Rem | Por | Pkt | BrZd | BrStr |
| --- | ---------------------- | ----- | -- | --- | --- | --- | ---- | ----- |
| 1   | América Cali           | 48    | 29 | 7   | 12  | 94  | 79   | 49    |
| 2   | Atlético Nacional      | 52    | 26 | 10  | 16  | 88  | 78   | 59    |
| 3   | Independiente Medellín | 50    | 22 | 14  | 14  | 80  | 71   | 51    |
| 4   | Atlético Junior        | 50    | 21 | 17  | 12  | 80  | 72   | 55    |
| 5   | Deportivo Cali         | 48    | 23 | 11  | 14  | 80  | 62   | 49    |
| 6   | Once Caldas            | 48    | 22 | 9   | 17  | 75  | 65   | 54    |
| 7   | Tolima Ibagué          | 42    | 18 | 12  | 12  | 66  | 56   | 46    |
| 8   | Atlético Bucaramanga   | 42    | 16 | 11  | 15  | 59  | 50   | 51    |
| 9   | Deportivo Pasto        | 42    | 14 | 12  | 16  | 54  | 37   | 41    |
| 10  | Chicó Bogotá           | 42    | 13 | 13  | 16  | 52  | 49   | 58    |
| 11  | Independiente Santa Fe | 36    | 11 | 12  | 13  | 45  | 43   | 46    |
| 12  | Deportivo Tuluá        | 36    | 11 | 8   | 17  | 41  | 42   | 51    |
| 13  | Envigado               | 36    | 9  | 13  | 14  | 40  | 45   | 47    |
| 14  | Quindío Armenia        | 36    | 10 | 10  | 16  | 40  | 32   | 52    |
| 15  | Deportivo Pereira      | 36    | 10 | 9   | 17  | 39  | 30   | 43    |
| 16  | Millonarios FC         | 36    | 10 | 9   | 17  | 39  | 37   | 52    |
| 17  | Atlético Huila         | 36    | 9  | 7   | 20  | 34  | 40   | 54    |
| 18  | Unión Magdalena        | 36    | 7  | 6   | 23  | 27  | 26   | 56    |

## Tabela spadkowa 2004
| Poz | Klub                   | 2002 m | 2002 pkt | 2003 m | 2003 pkt | 2004 m | 2004 pkt | Razem mecze | Razem pkt | Średnia |
| --- | ---------------------- | ------ | -------- | ------ | -------- | ------ | -------- | ----------- | --------- | ------- |
| 1   | Deportivo Cali         | 44     | 86       | 36     | 62       | 36     | 64       | 116         | 212       | 1.828   |
| 2   | América Cali           | 44     | 67       | 36     | 53       | 36     | 79       | 116         | 199       | 1.716   |
| 3   | Atlético Nacional      | 44     | 70       | 36     | 52       | 36     | 63       | 116         | 185       | 1.595   |
| 4   | Once Caldas            | 44     | 64       | 36     | 53       | 36     | 59       | 116         | 176       | 1.517   |
| 5   | Independiente Medellín | 44     | 56       | 36     | 53       | 36     | 58       | 116         | 167       | 1.440   |
| 6   | Atlético Bucaramanga   | 44     | 66       | 36     | 42       | 36     | 55       | 116         | 163       | 1.405   |
| 7   | Deportivo Pasto        | 44     | 70       | 36     | 47       | 36     | 44       | 116         | 161       | 1.388   |
| 8   | Tolima Ibagué          | 44     | 51       | 36     | 49       | 36     | 59       | 116         | 159       | 1.371   |
| 9   | Atlético Junior        | 44     | 47       | 36     | 52       | 36     | 58       | 116         | 157       | 1.353   |
| 10  | Independiente Santa Fe | 44     | 70       | 36     | 42       | 36     | 45       | 116         | 157       | 1.353   |
| 11  | Deportivo Pereira      | 44     | 58       | 36     | 51       | 36     | 39       | 116         | 148       | 1.276   |
| 12  | Unión Magdalena        | 44     | 66       | 36     | 54       | 36     | 27       | 116         | 147       | 1.267   |
| 13  | Millonarios FC         | 44     | 46       | 36     | 57       | 36     | 39       | 116         | 142       | 1.224   |
| 14  | Quindío Armenia        | 44     | 58       | 36     | 38       | 36     | 40       | 116         | 136       | 1.172   |
| 15  | Atlético Huila         | 44     | 47       | 36     | 50       | 36     | 34       | 116         | 131       | 1.129   |
| 16  | Envigado               | 44     | 51       | 36     | 40       | 36     | 40       | 116         | 131       | 1.129   |
| 17  | Chicó Bogotá           | 44     | 49       | 36     | 32       | 36     | 45       | 116         | 126       | 1.086   |
| 18  | Deportivo Tuluá        | 44     | 49       | 36     | 32       | 36     | 41       | 116         | 122       | 1.051   |

Do II ligi spadł ostatni w tabeli spadkowej klub Deportivo Tuluá – na jego miejsce awansował mistrz II ligi Real Cartagena.